# Trance (film, 2013)
Pour les articles homonymes, voir Trance (homonymie).
Pour plus de détails, voir Fiche technique et Distribution.
Trance est un film britannique réalisé par Danny Boyle et sorti en 2013.
À sa sortie en salles, le film reçoit des critiques presse plutôt positives mais n'est pas un succès commercial.

## Synopsis

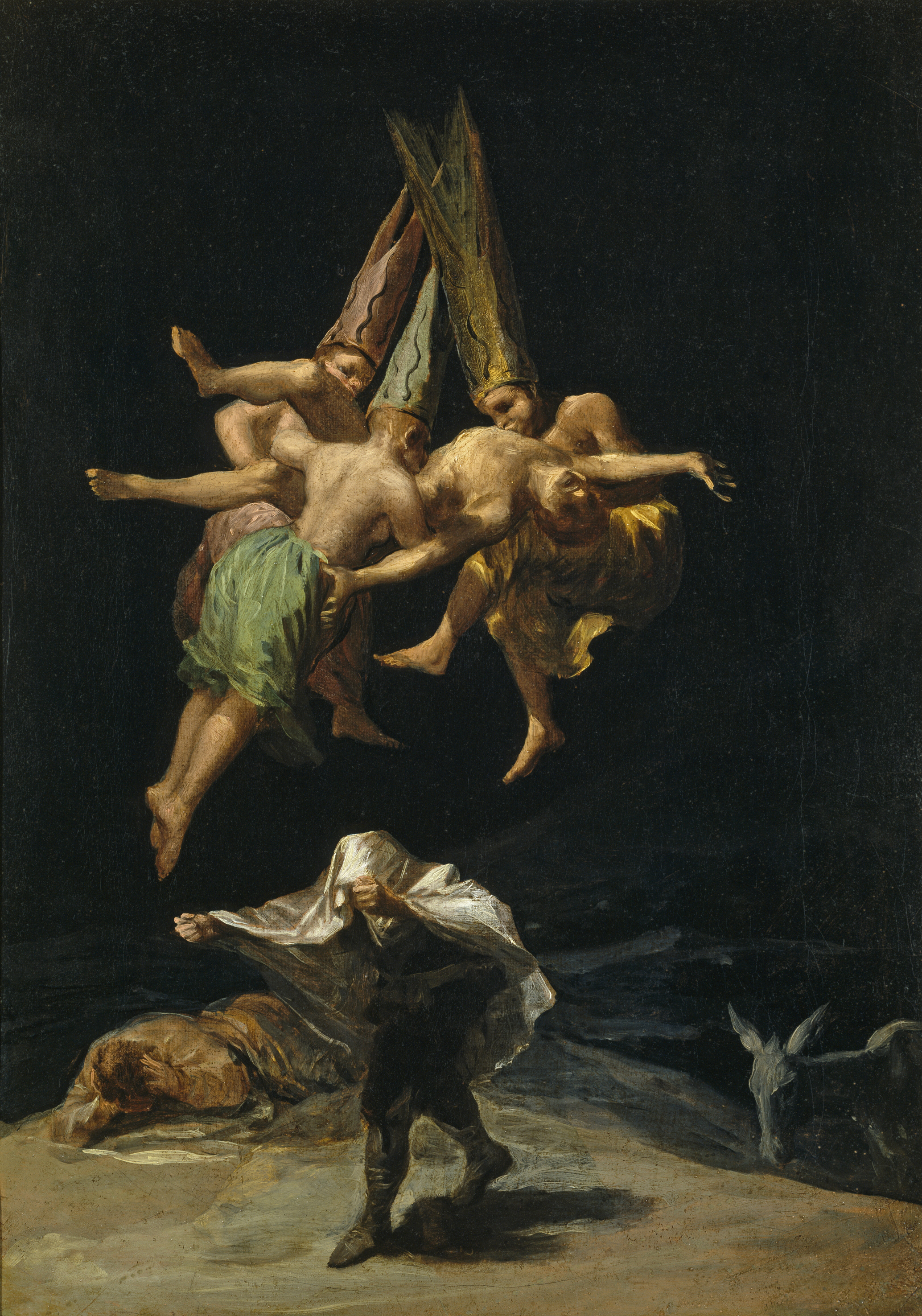
Le Vol des Sorcières

Simon est commissaire-priseur. Un jour, lors de la mise aux enchères d'un tableau peint par Goya — Le Vol des Sorcières —, un braquage a lieu. Simon applique la procédure répétée auparavant, mettre en sécurité l'objet le plus précieux, mais tente de résister au chef des voleurs. Frappé à la tête, il est laissé inconscient. Lorsqu'il sort de l'hôpital, partiellement amnésique, Simon est confronté à Franck, l'organisateur du vol, qui veut récupérer à tout prix le tableau, disparu lors du braquage. Pour retrouver ses souvenirs et découvrir ce qu'il a fait du Goya, Simon va consulter une hypno-thérapeute, Elizabeth Lamb.

## Fiche technique
- Titre : Trance
- Réalisation : Danny Boyle
- Scénario : Joe Ahearne et John Hodge, d'après une histoire de Joe Ahearne
- Direction artistique : Katrina Dunn, Denis Schnegg et Su Whitaker
- Décors : Denis Schnegg
- Costumes : Suttirat Anne Larlarb
- Photographie : Anthony Dod Mantle
- Son : Glenn Freemantle
- Montage : Jon Harris
- Musique : Rick Smith
- Production : Danny Boyle et Christian Colson
- Sociétés de production : Cloud Eight Films et Film4
- Société de distribution :  Fox Searchlight Pictures
- Pays d'origine :  Royaume-Uni
- Langue originale : anglais
- Format : couleur - 35 mm - 2,35:1 - son Dolby numérique
- Genre : thriller et néo-noir[2]
- Budget : 20 millions de dollars[3]
- Durée : 101 minutes
- Date de sortie :
  -  Royaume-Uni : 27 mars 2013[4]
  -  France : 8 mai 2013[5]
- Tout publics avec avertissement lors de sa sortie en salles, déconseillé aux moins de 12 ans lors de sa diffusion à la télévision

## Distribution
- James McAvoy (VF : Alexis Victor) : Simon Newton
- Rosario Dawson (VF : Sara Martins) : Elizabeth Lamb
- Vincent Cassel (VF : lui-même) : Franck
- Danny Sapani (VF : Frantz Confiac) : Nate
- Mark Poltimore (VF : Patrick Zard) : Francis Lemaitre
- Matt Cross (VF : Thibaut Lacour) : Dominic
- Simon Kunz (VF : Bernard Lanneau) : le chirurgien
- Tuppence Middleton : la jeune femme

Source et légende : Version française (VF) sur RS Doublage

## Production

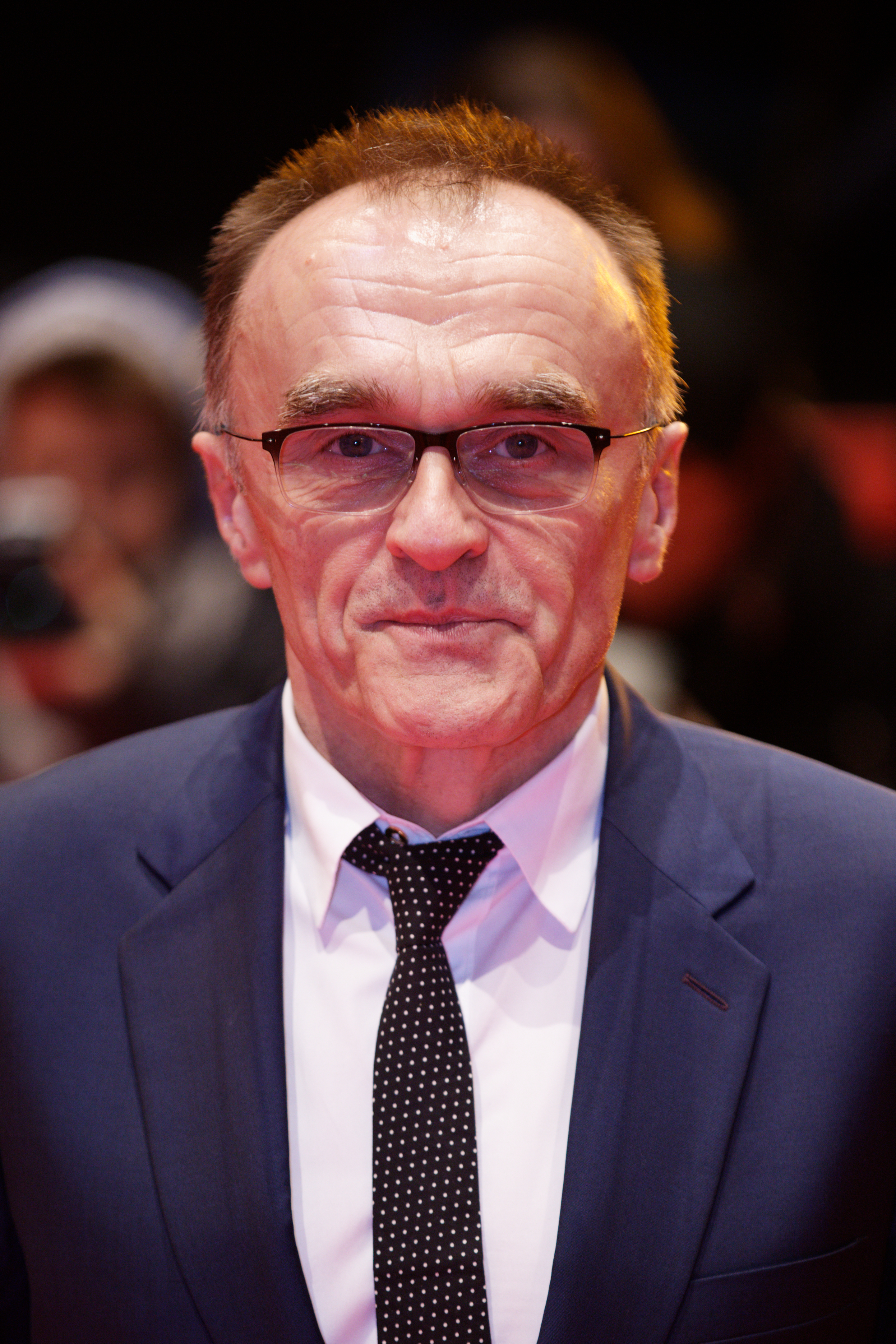
Le réalisateur Danny Boyle retrouve le scénariste John Hodge, douze ans après La Plage.

### Genèse et développement
Le scénario est coécrit par John Hodge, qui avait déjà travaillé avec Danny Boyle pour Petits meurtres entre amis, Trainspotting, Une vie moins ordinaire et La Plage. Le scénario a été bouclé dès l'été 2011, mais la production a été retardée en raison de l'implication du réalisateur Danny Boyle dans la mise en scène de la cérémonie d'ouverture des Jeux olympiques d'été de 2012 à Londres. Cela a par ailleurs participé au changement du lieu de l'intrigue. À l'origine Danny Boyle voulait la situer à New York avec une actrice américaine pour le rôle d'Elizabeth. Il décide finalement de transposer l'action à Londres et donner une autre nationalité au personnage.

### Attribution des rôles
Michael Fassbender devait à l'origine tenir le rôle de Franck, mais il a dû céder sa place à cause d'un emploi du temps incompatible. Colin Firth est alors envisagé, avant que Vincent Cassel ne soit officialisé. Pour le rôle féminin, les noms de Scarlett Johansson, Mélanie Thierry et Zoe Saldaña ont été évoqués avant celui de Rosario Dawson,.

### Tournage
Le tournage a eu lieu en Angleterre, notamment à Londres (Victoria and Albert Museum, Ministry of Sound, etc.), à Dungeness dans le Kent, ainsi qu'en France dans la Chapelle Notre-Dame-du-Haut en Haute-Saône,. À Londres, Danny Boyle a voulu montrer des endroits méconnus au cinéma et a décidé de tourner plutôt à l'est de la capitale, entre Canary Wharf et les docks de Tilbury.

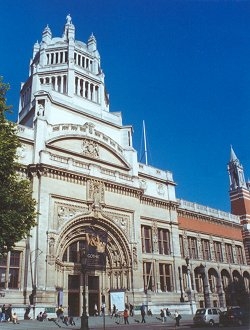
Victoria and Albert Museum.
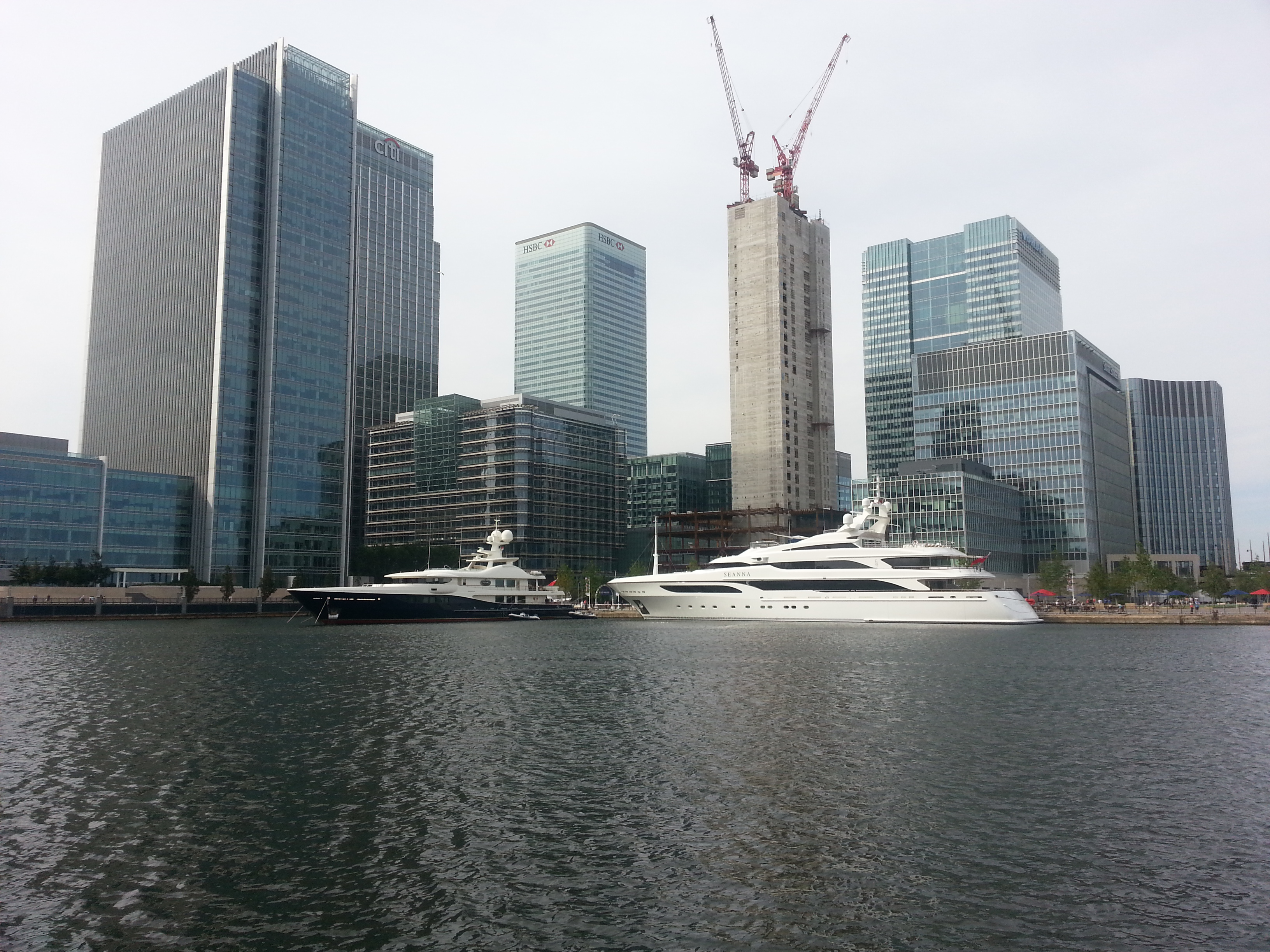
Vue de Canary Wharf depuis sa marina.

### Musique
La musique originale du film est composée par Rick Smith du groupe Underworld. L'album contient par ailleurs les chansons présentes dans le film.
| 1.  | Chanson D'Amour (Song of Love)      | Art & Dotty Todd            | 2:54 |
| 2.  | Bullet Cut                          | Rick Smith                  | 4:38 |
| 3.  | Solomon                             | Rick Smith                  | 7:09 |
| 4.  | Here it Comes                       | Emeli Sandé & Rick Smith    | 7:38 |
| 5.  | Cannon Fall                         | Rick Smith                  | 7:42 |
| 6.  | Sandman                             | Kirsty McGee                | 3:32 |
| 7.  | Raw Umber                           | Rick Smith                  | 4:07 |
| 8.  | The Day                             | Moby                        | 4:32 |
| 9.  | Santiago (101 Greatest Goals)       | Rick Smith                  | 6:39 |
| 10. | Hold My Hand                        | UNKLE                       | 4:59 |
| 11. | Bring It To Me                      | Rick Smith                  | 5:03 |
| 12. | Moving On Up (M People Master Edit) | M People                    | 3:34 |
| 13. | Soho Dim Sum                        | Rick Smith                  | 2:22 |
| 14. | You Knew                            |                             | 3:10 |
| 15. | The Heist                           | Rick Smith                  | 3:48 |
| 16. | Sandman (I'll Be There)             | Rosario Dawson & Rick Smith | 1:18 |

## Accueil

### Critique
Sur l'agrégateur de critiques Rotten Tomatoes, il obtient 69% d'avis favorables pour 188 critiques et une note moyenne de 6,6⁄10. Le consensus suivant résume les critiques compilées par le site : « Toujours aussi élégant, le réalisateur Danny Boyle semble marcher sur l'eau avec Trance étonnamment finement écrit – mais pour les fans du travail de Boyle, cela devrait toujours s'avérer une distraction et un trip divertissant ». Sur Metacritic, il obtient une note moyenne de 61⁄100 pour 37 critiques.
Sur le site Allociné, qui recense 26 critiques de presse, le film obtient la note moyenne de 2,9⁄5
.

### Box-office
| Pays ou région    | Box-office      | Date d'arrêt du box-office | Nombre de semaines |
| ----------------- | --------------- | -------------------------- | ------------------ |
| États-Unis Canada | 2 328 743 $     | 6 juin 2013                | 9                  |
| France            | 220 875 entrées |                            |                    |
| Royaume-Uni       | 7 011 363 $     | 12 mai 2013                | -                  |
| Mondial           | 24 261 569 $    | -                          | -                  |

## Distinctions

### Récompenses
- London Film Critics Circle Awards 2014 : acteur britannique de l'année pour James McAvoy (ainsi que pour Filth et Welcome to the Punch)